# Karolinška umjetnost
Karolinška umjetnost odnosi se na umjetničko stvaralaštvo Franačkog Carstva u razdoblju dugom oko 120 godina, od 780. do 900. godine, za vrijeme vladavine Karla Velikog i njegovih neposrednih potomaka. Ovo se razdoblje popularno naziva karolinškom renesansom. Umjetničko stvaralaštvo bilo je podređeno potrebama dvora i skupine važnih manastira pod carskom zaštitom. Sačuvani primjerci izvan ovog kruga utjecaja pokazuju značajni pad u kvaliteti izrade i sofisticiranosti dizajna. Karolinška umjetnost stvarala se u nekoliko centara koji se danas nalaze u Francuskoj, Njemačkoj, Austriji, sjevernoj Italiji i Nizozemskim zemljama, a na nju su značajno utjecali drugi umjetnički pravci preko misionarskih centara, od insularne umjetnosti Britanskih otoka do bizantskih umjetnika koji su, čini se, živjeli u karolinškim centrima stvaranja.
Bio je to prvi korjenit pokušaj oživljavanja i kopiranja klasične mediteranske umjetnosti u oblicima i stilovima na području Sjeverne Europe, što je rezultiralo fuzijom klasičnih i nordijskih elemenata u jedan raskošan i dostojanstven stil. Posebno je važno uvođenje kvalitetnog i sigurnog prikazivanja ljudske figure, što je otvorilo put kasnijem razvoju romanike i najzad gotike na Zapadu. Karolinška umjetnička era čini dio razdoblja u srednjovjekovnoj umjetnosti poznata kao "predromanika". Nakon prilično kaotičnog intervala poslije karolinške vladavine, nova otonska dinastija oživljava karolinšku umjetnost carskog dvora od 950. godine na dalje, te je dodatno razvija u vlastiti umjetnički stil poznat kao otonska umjetnost.

## Pregled
Nakon što je izgradio carstvo, koje je po veličini bilo jednako Bizantskom Carstvu onog doba i koje se po veličini može usporediti sa Zapadnim Rimskim Carstvom, karolinški je dvor postao svjestan da nije razvio umjetnički stil kvalitetom usporediv s antičkom ili čak postantičkom umjetnošću (ili, kako je Ernst Kitzinger naziva, "subantičkom" umjetnošću) Umjetnost takve kvalitete još se uvijek stvarala u vrlo malom obujmu u Rimu i malobrojnim drugim centrima u Italiji, što je Karlo Veliki i znao iz svojih kampanja i krunidbe u Rimu 800. godine kao car Svetog Rimskog Carstva.
Kao simbolički predstavnik Rima on je zahtijevao renovatio (oživljenje) rimske kulture i učenja na Zapadu i zahtijevao da se razvije umjetnički stil sposoban razviti jaku naraciju i prikazivati likove s većom učinkovitošću nego je to bila sposobna ornamentalna germanska barbarska umjetnost. Želio je postaviti sebe kao nasljednika velikih vladara prošlosti i kopirati i simbolički povezati umjetnička dostignuća ranokršćanske i bizantske umjetnosti sa svojim vlastitim umjetničkim pravcem.
Bilo je to više od svjesne želje da se oživi kultura Starog Rima. Tijekom vladavine Karla Velikog kontroverzija bizantskog ikonoklazma podijelila je Bizantsko Carstvo. Karlo Veliki je podržavao dosljedno odbijanje zapadne Crkve da slijedi ikonoklazam; u dokumentu Libri Carolini s točnošću se određuje pozicija dvora u odnosu na tu pojavu, bez sumnje u smjer u kojem će se razvijati. Bez inhibicija spram kulturalnog sjećanja na mediteransku pogansku idolatriju, Karlo Veliki je prvi put uveo kršćansko monumentalno religijsko kiparstvo, važan presedan u zapadnoj umjetnosti.
Do današnjih je dana preživio relativno bogat broj iluminiranih rukopisa i skulptura malih dimenzija, najčešće u bjelokosti, ali i rijetki primjerci obrade metala, mozaika, freska i drugih vrsta umjetničkog stvaralaštva. Pogotovo mnogi rukopisi su kopije ili reinterpretacije kasnoantičkih ili bizantskih originala, danas gotovo svih izgubljenih, a priroda utjecaja specifičnih modela na individualne karolinške radove ostaje konstantno otvoreno pitanje u povijesti umjetnosti. Osim tih utjecaja, ekstravagantna energija insularne umjetnosti dodala je konačni ukus karolinškoj umjetnosti, koja je ponekad koristila i pleter i opreznije je slijedila insularnu slobodu da se po stranici manuskripta dekoracije šire oko i preko teksta.
S krajem karolinške vladavine oko 900., umjetnička je proizvodnja visoke kvalitete u Carstvu uvelike opadala otprilike tri generacije. S krajem 10. stoljeća i pokretom reformi u Clunyju, kao i obnovljenog duha ideje Carstva, umjetnička proizvodnja ponovo oživljava. S prvom sljedećom dinastijom stabilno na vlasti u Njemačkoj pojavljuje se novi predromanički stil: otonska umjetnost, dok u Engleskoj cvate kasna anglosaska umjetnost nakon što je nestala opasnost vikinških napada.

## Iluminirani rukopisi
Najbrojniji radovi karolinške renesanse preživjeli do današnjih dana svakako su iluminirani rukopisi. Preživio je velik broj raskošnih rukopisa, najčešće molitvenika, dekoriranih relativno malim brojem minijatura preko cijele stranice s čestim prikazima portreta evanđelista, kao i raskošno ukrašenih euzebijevih kanona koji su slijedili prethodni stil insularne umjetnosti u Britaniji i Irskoj. Rjeđi su narativni prikazi, pogotovo ciklusi, ali ipak su se mnogi sačuvali, najčešće iz Knjige Postanka Staroga zavjeta, dok su se scene iz Novoga zavjeta češće nalazile na reljefima od bjelokosti kojima su se pokrivale korice knjiga. Iz insularne umjetnosti je preuzet običaj oslikavanja raskošno ukrašenih inicijala velikih dimenzija i pred kraj perioda karolinške umjetnosti dodatno je razrađen pojavom prvih narativnih scena, najznačajniji primjer je Drogov sakramentarij. Luksuzni rukopisi imali su korice prekrivene panelima od bjelokosti ili zlata ukrašene dragom kamenjem. Najraskošniji primjerci iluminiranih rukopisa bili su način podizanja prestiža i čuvali su se u riznicama značajnijih crkava, a radne kopije rukopisa držale su se u bibliotekama i svakodnevno koristile. Kod radnih kopija su inicijali mogli biti ukrašeni, ali ne nužno, a pronađeni su i primjerci s naknadno dodanim crtežima na marginama. Nekoliko najveličanstvenijih carskih rukopisa napisano je na stranicama pergamenta obojenih purpurnom bojom. Bernski Physiologus je relativno rijetki primjer raskošno ukrašenog sekularnog rukopisa s potpuno obojenim minijaturama. Između ovih dviju vrsta rukopisa (religioznog i sekularnog) nalazimo primjer rukopisa Codex Vaticanus Latinus 3868, napisanog za privatnu biblioteku važne ličnosti.
Proizvedeno je i mnogo drugih raskošnih rukopisa liturgijskih djela, kao npr. sakramentarija, ali niti jedna karolinška Biblija nije bila kako raskošno ukrašena kao kasnoantički primjerci koji su preživjeli u fragmentima. Knjige za učenje, bilo teološkog, povijesnog, književnog ili znanstvenog karaktera bile su često kopirane i, ako su uopće i imale ilustracije, uglavnom su bile ilustrirane samo tintom. Kronografija iz 354. bio je kasnorimski rukopis navodno kopiran u karolinškom razdoblju, ali izgleda da je ta kopija izgubljena u 17. stoljeću.

### Centri stvaranja iluminiranih rukopisa
Pretpostavlja se da su karolinške rukopise u glavnom ili u potpunosti napisali svećenici u nekoliko centara u Franačkom Carstvu, svatko sa svojim vlastitim stilom kojeg je razvio pod utjecajem točno određenog područja i vremena. Rukopisi često imaju bilješke, ne nužno iz vremena stvaranja istog, o tome tko je naručio rukopis, u kojoj je crkvi ili manastiru stvoren, ali s vrlo malo nadnevaka stvaranja ili podataka o autoru. Za većinu preživjelih rukopisa onog doba stručnjaci su odredili pripadnost centru stvaranja često je i mijenjajući, ali kontroverzije oko pripadnosti su gotovo posve utihnule. Najranija radionica rukopisa bila je Dvorska škola Karla Velikog, potom stil iz Rheimsa, koji je postao najutjecajniji u karolinškom periodu, pa touronijski stil, pa stil Drogo i konačno Dvorska škola Karla Ćelavog. To su bili veći centri, ali postojali su i ostali manji centri sa svojim vlastitim lokalnim stilom.
Dvorska škola Karla Velikog (poznata i kao Ada škola) stvorila je prve rukopise, kao što su Godescalcov evanđelistar (781. – 783.), Codex Aureus iz Lorscha (778. – 820.), Evanđelja iz Ade, Soissonsova evanđelja, Harley Goldenova evanđelja (800. – 820.) i Evanđelja bečke krunidbe. Do sada je prepoznato deset rukopisa iz ove škole. Rukopisi Dvorske škole bili su bogato ukrašeni i razmetljivi, slični rezbarijama od bjelokosti i mozaicima iz 6. stoljeća iz Ravenne u Italiji. Ti su najraniji karolinški rukopisi donekle ponovo oživjeli duh rimske klasike, iako su još uvijek održali tradiciju barbarske umjetnosti s njenim bazično linearnim prikazom, bez davanja naglaska na volumen i prostornu perspektivu.
U ranom 9. stoljeću arhiepiskop Ebbo od Rheimsa je u Hautvillersu (u blizini Rheimsa), okupio značajan broj umjetnika i transformirao karolinšku umjetnost u nešto sasvim novo. Ebbova evanđelja (816. – 835.) oslikana su brzim, svježim i vitalnim potezima kista, čime su probudila inspiraciju i energiju nepoznatu u klasičnim mediteranskim formama. Druge knjige povezane sa školom iz Rheimsa su psaltir iz Utrechta, vjerojatno najvažniji od svih karolinških rukopisa, i Bernski Physiologus, najranije latinsko izdanje kršćanskih alegorijskih tekstova o životinjama. Ekspresivne animacije škole iz Rheimsa, posebno psaltir iz Utrechta sa svojim naturalističkim ekspresivnim linijskim crtežom, imat će utjecaj na sjevernu srednjovjekovnu umjetnost stoljećima kasnije, sve do radoblja romanike.
Još se jedan stil razvio u manastiru Svetog Martina od Toursa, gdje su se oslikavale Biblije velikog formata po principu biblijskih ilustracija kasne antike. Koliko je danas poznato, stvorene su tri velike tourske Biblije, a najpoznatija od njih, tzv. Vivianska Biblija, datira iz 845. – 846. i izrađena je za Karla Ćelavog. Škola iz Toursa je nestala s invazijom Normana iz 853., ali njen je stil ostavio neizbrisiv trag na druge centre Karolinškog Carstva.
Dieceza iz Metza bila je još jedan važan centar karolinške umjetnosti. Između 850. i 855. izrađen je sakramentarij za biskupa Droga od Metza danas poznat kao Drogov sakramentarij. Iluminirani ukrašeni inicijali (vidi sliku) imali su velik utjecaj na kasnije razdoblje romanike i predstavljaju harmonični spoj klasične umjetnosti pisanja slova i prikaza figurativnih scena.
U zadnjoj polovici 9. stoljeća nastavlja se tradicija prethodnih razdoblja. Izrađena je nekolicina bogato dekoriranih Biblija za Karla Ćelavog, koje su spajale forme kasne antike sa stilovima razvijenim u Rheimsu i Toursu. U tom se razdoblju u sjevernoj Francuskoj pojavio novi franačko-saski stil, koji je integrirao i hiberno-saski pleter, što će nadživjeti sve ostale karolinške stilove do sljedećeg stoljeća.
Isto kao i njegov djed, i Karlo Ćelavi je osnovao vlastitu dvorsku školu. Njena je lokacija nejasna ali nekoliko joj je rukopisa pripisano, posljednji i najspektakularniji od kojih je Codex Aureus svetog Emmerama iz 870. Sadrži elemente škola iz Toursa i iz Rheimsa, ali spojene u jedinstven stil tipičan za formalnije rukopise dvora Karla Velikog.
Sa smrću Karla Ćelavog postepeno prestaje pokroviteljstvo nad proizvodnjom rukopisa, što je bio početak kraja, ali neki su se radovi još neko vrijeme nastavili izrađivati. Opatija Sankt Gallen je stvorila Folchardov psaltir (872.) i Zlatni psaltir (883.). Ovaj je gaski stil bio jedinstven, ali nije dostigao nivo tehničkog majstorstva kao u drugim centrima.

## Skulptura i obrada metala
Raskošni karolinški rukopisi često su imali korice ukrašene plemenitim metalima i dragim kamenjem oko središnjeg motiva izrađenog od ploča bjelokosti, ponekad naknadno nadodanih na rukopis dugo nakon njegove izrade. Preživjelo je samo nekoliko takvih rukopisa s cijelim koricama, ali sačuvano je mnoštvo ploča od bjelokosti odvojenih od korica. Mnoge su korice, naime, bile uništene zbog prisvajanja plemenitih materijala iz kojih su bile izrađene. Prikazani motivi su često bile narativne religijske scene u vertikalnim odjeljcima, uglavnom izvedene iz kasnoantičkih slika i rezbarija, kao što su bili oni s više hijeratskih slika izvedenih iz konzularnih diptiha i ostale imperijalne umjetnosti. Karakterističan primjer su prednje i stražnje korice Evanđelja iz Lorscha, u kojem je vidljiva adaptacija imperijalnog trijumfa iz 6. stoljeća na prikaz trijumfa Krista i Marije.
Važni karolinški primjeri obrade zlata su korice Evanđelja iz Lindaua i korice Codexa Aureusa svetog Emmerama, precizno datirane na 870. godinu i vjerojatno proizvod iste radionice, ali s određenim stilskim razlikama. Djelovanje ove radionice veže se za cara Svetog Rimskog Carstva Karla Ćelavog i često se naziva "dvorskom radionicom". Točna lokacija (ako je uopće imala čvrstu lokaciju) ostaje nepoznata i predmet je diskusija, ali Bazilika Saint-Denis izvan Pariza ostaje najvjerojatnija hipoteza. Arnulfov ciborium (minijatura arhitektonskog ciboriuma), danas u palači Münchner Residenz treće je važno djelo ove radionice, a sva tri djela prikazuju figure u finom reljefu izrađene u zlatu tehnikom iskucavanja. Još jedno djelo iz ove radionice je okvir starog tanjura od serpentina danas čuvan u Louvreu. Suvremeni znanstvenici imaju tendenciju grupiranja Evanđelja iz Lindaua i Arnulfovog ciborija u tijesnu korelaciju s Codexom Aureusom.
Osnivanjem talionice u Aachenu, Karlo Veliki je oživio proizvodnju kipova velikih dimenzija od bronce. U ovoj su talionici proizvedena vrata za dvorsku kapelu Karla Velikog u imitaciji starorimskog stila. U kapeli se također nalazilo danas izgubljeno raspelo u prirodnoj veličini s figurom Krista u zlatu, prvo poznato djelo ovog tipa, što je postalo vrlo važno obilježje srednjovjekovne crkvene umjetnosti. Vjerojatno je drvena figura pozlaćena mehaničkim nanošenjem pozlate, kao i otonska Zlatna bogorodica iz Essena.
Jedan od najrafiniranijih primjera karolinške obrade zlata je Zlatni oltar (824. – 859.), poznat kao Paliotto, nalazi se u Bazilici Sant'Ambrogio u Milanu. Sve četiri strane oltara dekorirane su prikazima u zlatu i srebru izrađenim tehnikom iskucavanja uokvirenim filigranskim obrubom, dragim kamenjem i emajlom.
Lothairov kristal iz sredine 9. stoljeća je jedan od najvećih iz skupine 20 ugraviranih kvarcnih kristala očuvanih do danas. Ovaj prikazuje velik broj figura u nekoliko scena iz biblijske priče o Suzani.

## Mozaici i freske
Mozaici na zidovima Dvorske kapele Karla Velikog prikazivao je Krista na tronu, evanđeliste koji ga slave i dvadeset četiri starješine iz apokalipse. Ovaj mozaik nije preživio, ali drugi restaurirani mozaik još je uvijek očuvan u apsidi oratorija u Germigny-des-Prés (806.) u kojem je prikazan zavjetni kovčeg okružen anđelima. Otkriven je 1820. ispod sloja žbuke.
Vila koja se u prošlosti nalazila uz oratorij pripadala je bliskom suradniku Karla Velikog, biskupu Theodulfu od Orléansa. Kasnije je uništena, ali se zna da je bila ukrašena freskama sedam slobodnih vještina, četiri godišnja doba i Mappe Mundi. Poznato je iz više izvora da je postojalo još freska u drugim crkvama i dvorovima, ali danas su gotovo potpuno izgubljene. U dvorcu Karla Velikog u Aachenu nalazila se freska slobodnih vještina i narativne scene rata u Španolskoj. U palači Ljudevita I. Pobožnog u Ingelheimu nalazile su se povijesne slike od antike do vremena Karla Velikog, a u dvorskoj crkvi bili su prikazi scena iz Starog i Novog zavjeta.
Fragmenti slika preživjeli su u više gradova kao što su Auxerre, Coblenz, Lorsch, Köln, Fulda, Corvey, Trier, Müstair, Mals, Naturns, Cividale, Brescia i Milano.

## Spolije
Riječ spolije dolazi od latinske riječi spolium (množina spolia) sa značenjem "plijen" i koristi se za praksu uzimanja ili aproprijacije djela antičke spomeničke i druge umjetnosti i njezinog premještanja. Poznato je da su u tom razdoblju mnogi mramori i stupovi uzeti iz raznih lokacija u Rimu i preneseni u sjeverna područja.
Vjerojatno najpoznatiji primjer karolinških spolija je slučaj jednog konjaničkog spomenika. Karlo Veliki je u Rimu vidio Konjaničku statuu Marka Aurelija u Lateranskoj palači. Bio je to jedini preživjeli kip pretkršćanskog rimskog cara zbog pogrešnog mišljenja da predstavlja lik Konstantina Velikog koji se preobratio na kršćanstvo. Karlo Veliki je prenio statuu iz Italije u Aachen.
Antički rezbareni dragulji često su se ponovo koristili u raznim novim aranžmanima, bez previše obzira za njenu originalnu ikonografiju.

## Veze
- Karolinška arhitektura
- Codex Vaticanus 3868

## Vanjske poveznice
- Ross, Nancy, Carolingian Art  Arhivirana inačica izvorne stranice od 6. listopada 2014. (Wayback Machine), Smarthistory.